# Emily Kathryn Wyant
Pour les articles homonymes, voir Wyant.
Emily Kathryn Wyant (1897-1942) est une mathématicienne américaine connue comme la fondatrice de Kappa Mu Epsilon (en), une société honorifique mathématique axée sur l'enseignement de premier cycle, .
Wyant est née le 16 janvier 1897 à Ipava, Illinois. Son père est étudiant dans l'Illinois et plus tard commerçant à Bolivar, Missouri, où elle obtient son diplôme d'études secondaires en 1914. Elle fréquente l'université du Missouri à temps partiel et pendant l'été tout en subvenant à ses besoins en tant qu'enseignante, obtenant finalement un bachelor en éducation en 1921. 
Elle devient professeure de mathématiques à l'Université du Missouri, tout en y poursuivant ses propres études. Elle obtient une maîtrise en physique en 1922, avec une mineure en mathématiques, et complète son doctorat en 1929. Sa thèse, intitulée The Ideals in the Algebra of Generalized Quaternions over the Field of Rational Numbers (Les idéaux de l'algèbre des quaternions généralisés sur le domaine des nombres rationnels), concerne la théorie algébrique des nombres et elle est supervisée par George E. Wahlin,. Dans le cadre de ses études doctorales, elle suir également une mineure en astronomie.

## Carrière et fin de vie
En 1930, Wyant accepte un poste au Northeastern State Teachers College de Tahlequah, Oklahoma, en tant que professeure de mathématiques. En 1933, elle quitte Northeastern  pour devenir chercheuse postdoctorale à l'Université de Chicago. En 1934, elle occupe un autre poste de professeur, celui de directrice du département de mathématiques à l'Athens College d'Athens, en Alabama, . Elle y devient directrice du département de mathématiques mais prend une retraite anticipée en 1940 en raison de problèmes de santé.
Elle meurt le 16 juillet 1942.

## Sociétés mathématiques
Wyant est active au sein de la société d'honneur mathématique Pi Mu Epsilon (en), dans la sororité des étudiants diplômés en mathématiques Sigma Delta Epsilon et dans la Mathematical Association of America. Elle devient présidente nationale de Sigma Delta Epsilon en 1926 et préside la section Missouri de la Mathematical Association of America en 1927, en tant que première femme dirigeante. 
C'est pendant le séjour de Wyant à Northeastern qu'elle travaille à transformer le club de mathématiques local, fondé trois ans avant son arrivée, en une autre société d'honneur nationale, Kappa Mu Epsilon (en). La société elle-même est officiellement fondée en avril 1931 et Wyant est élue premier dirigeant, sous le titre de « Président Pythagore ». Grâce aux efforts de Wyant pour établir des liens avec des professeurs d'autres collèges et universités, le groupe se répand rapidement. Elle est remplacée en 1935 par le deuxième président du groupe, J.A.G. Shirk de l'Université d'État de Pittsburg. Plus tard, elle devient l'historienne de la société  et, malgré sa santé défaillante, elle voyage avec une infirmière à la convention nationale du groupe dans le Missouri en 1941.